# Robert Woodrow Wilson
Robert Woodrow Wilson (Houston, 10 gennaio 1936) è un astronomo e fisico statunitense.

## Biografia
Nel 1978 ha vinto il Premio Nobel per la Fisica assieme a Arno Penzias per aver scoperto (nel 1964) la Radiazione cosmica di fondo: mentre stavano lavorando con un nuovo tipo di antenna per microonde, Penzias e Wilson trovarono una sorgente di rumore che non potevano eliminare né spiegare, fino a che non si rivolsero a Robert Dicke della Università di Princeton, il quale si rese immediatamente conto che quel rumore altro non era che la radiazione cosmica di fondo ipotizzata negli anni quaranta dall'astrofisico George Gamow.
Questa scoperta è considerata la più importante delle prove sperimentali a favore delle teorie cosmologiche che prevedono un Big Bang.
La sua posizione religiosa è l'agnosticismo.